# Ijola
Ijola – opera Piotra Rytla, w czterech aktach, według dramatu Ijola Jerzego Żuławskiego. Jej prapremiera miała miejsce w Warszawie 14 grudnia 1929 roku.

## Osoby
- Ijola-Maruna – sopran
- grabia Kuno, jej mąż – baryton
- Arno, rzeźbiarz – tenor
- Wala – tenor
- Heno, giermek – sopran
- Klucznik, ojciec Hena – bas
- Greta, piastunka Marunu – mezzosopran
- ojciec Hilgier, przeor – bas
- ojciec Damazy, inkwizytor – tenor
- odźwierny – bas
- cztery dziewki służebne, rycerze, mnisi, lud.

## Treść
Akcja opery rozgrywa się w czasach średniowiecza.
Młody rzeźbiarz Arno pracuje nad posągiem Matki Bożej. Rysy twarzy posągowi nadał po tajemniczej pięknej pani, jaka ukazuje mu się co noc w oknie klasztornej celi. Rzeźbiarz nadał swej ukochanej imię Ijola. Tymczasem do zamku wraca rycerz Kuno i dowiaduje się, że jego młoda żona Maruna co noc opuszcza swą sypialnię przez okno. Sama Maruna twierdzi, że nic nie pamięta...